# Arc de Sixte V

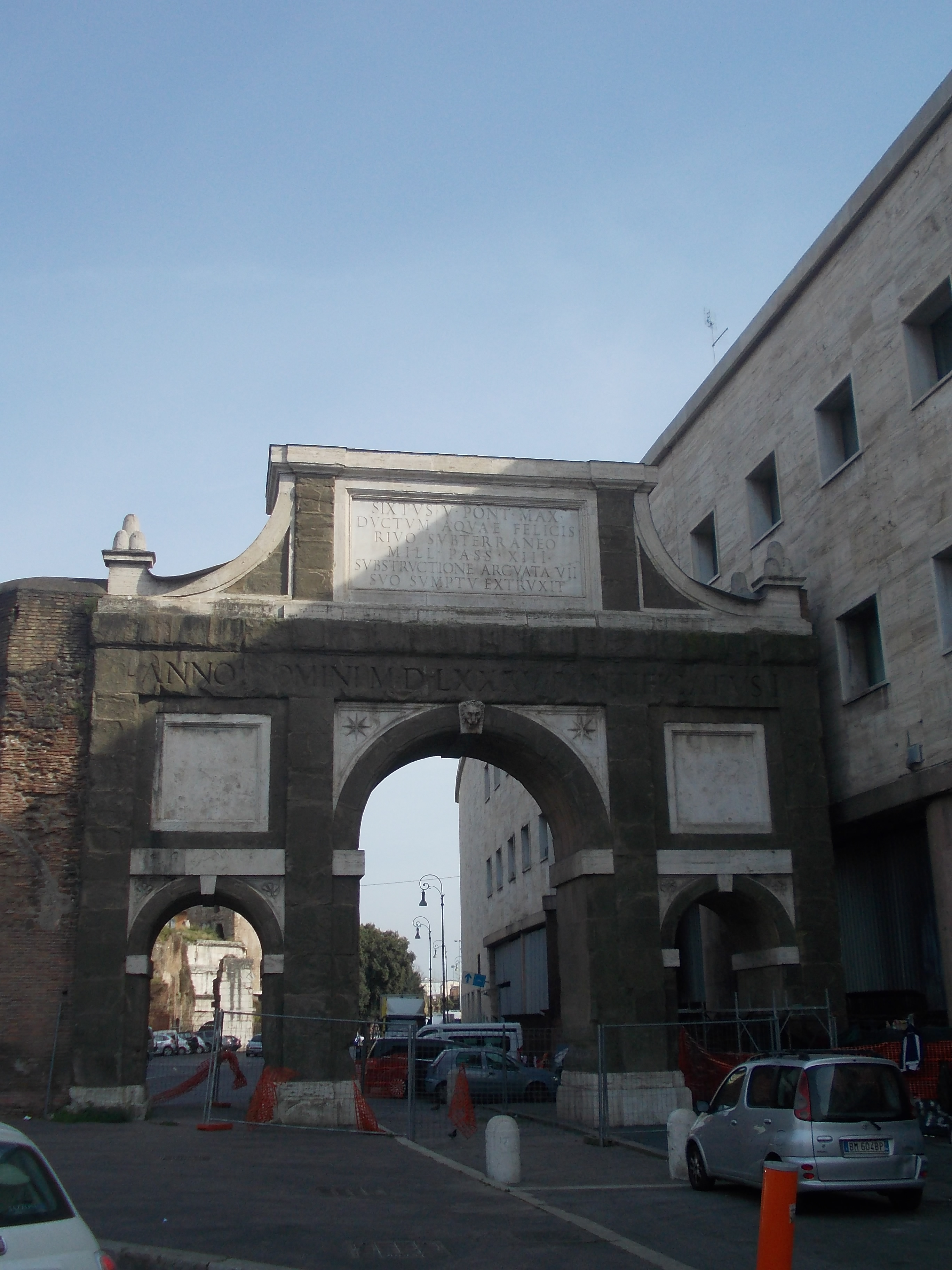
L'arc de Sixte V, avec la façade donnant sur la piazzale Sisto V

L'Arc de Sixte V (italien : Arco di Sisto V) est un monument commémoratif situé dans le rione Esquilino de Rome, construit en 1585, pour célébrer l'achèvement de l'aqueduc Felice, à la demande de Sixte V, au cours de la première année de son pontificat.
Le monument est également connu sous le nom d'Arco Felice, du nom de baptême du Pape qui l'a commandé, Felice Peretti, ou plus populairement appelé l'arc des poires, en raison de la présence de ces fruits dans la bannière papale du pape Sixte V reproduite sur les décorations de travertin des deux petits côtés de l'arc.

## Histoire
L'arc est situé à l'intersection de deux rues qui, autrefois, conduisaient directement aux basiliques de Santa Maria Maggiore et de Santa Maria degli Angeli. L'arche est construite à peu de distance de la porta San Lorenzo et est organiquement intégrée dans l'aqueduc de Felice, qui, dans sa section terminale chevauche le mur d'Aurélien. L'aqueduc a été commandé par le Pape Grégoire XIII pour les besoins de la foule de pèlerins qui aurait envahi la ville Sainte pour le Jubilé de 1575. L'oeuvre hydrique a été achevée sous le pontificat du Pape Felice Peretti, duquel il tire son nom. Pour l'occasion, le Pape a voulu célébrer l'achèvement de l'aqueduc en construisant une grande arche, conçue par l'architecte Giovanni Fontana et ouverte en 1585.

## Description

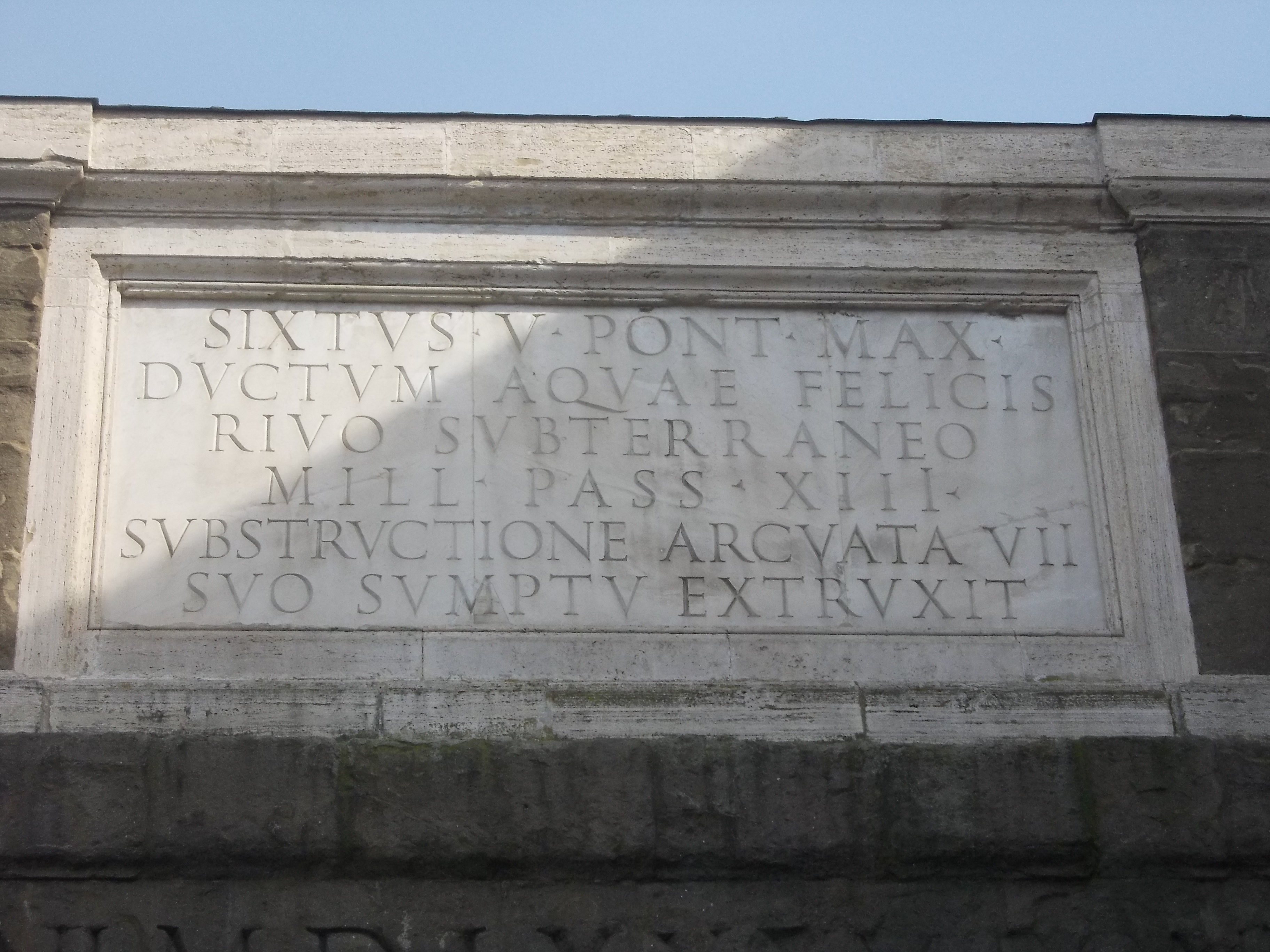
La plaque au-dessus de l'arc, en face de la piazzale Sisto V

L'arc est structuré comme un véritable arc de triomphe, avec trois voûtes en berceau dont la centrale est plus large. Le monument est fait de Pépérin, la pierre couramment utilisée pour les nombreuses œuvres de l'époque, à Rome, et enrichi avec des décorations en marbre et travertin.
Au dessus de l'arc se trouve une plaque commémorative qui porte l'inscription suivante :
« Sisto V Pontefice Massimo, per favorire la comodità e la devozione del popolo, aprì a proprie spese in lunghezza e in larghezza, entrambe le strade sia verso Basilica di Santa Maria Maggiore che verso Basilica di Santa Maria degli Angeli e dei Martiri »
Sur la façade de l'arc orientée vers la piazzale Sisto V, une plaque porte l'incision :
« Sisto V Pontefice Massimo realizzò a sue spese la conduttura sotterranea dell'Acqua Felice per tredici miglia su sostruzioni arcuate per sette miglia »
Le terme « molin de passe » est l'abréviation de milia passuum, un millier de pas, c'est-à-dire un mile romain, soit l'équivalent d'environ 1482 m.
Toujours sur le côté faisant face au Nord-Ouest, immédiatement en dessous de l'attique, une inscription sur la pierre permet d'identifier l'année de construction du monument:
« Anno del Signore 1585, nel primo anno del pontificato »
Une inscription similaire doit également être située sur le côté opposé de l'arc, mais aujourd'hui, elle est complètement illisible, sauf pour les lettres "ANN".
Au XIXe siècle, la construction de la Gare Termini a imposé le démantèlement de parties de l'aqueduc, préservant cependant l'arc de Sixte V, qui semble désormais presque reposer sur l'arrière du grand bâtiment de la gare.

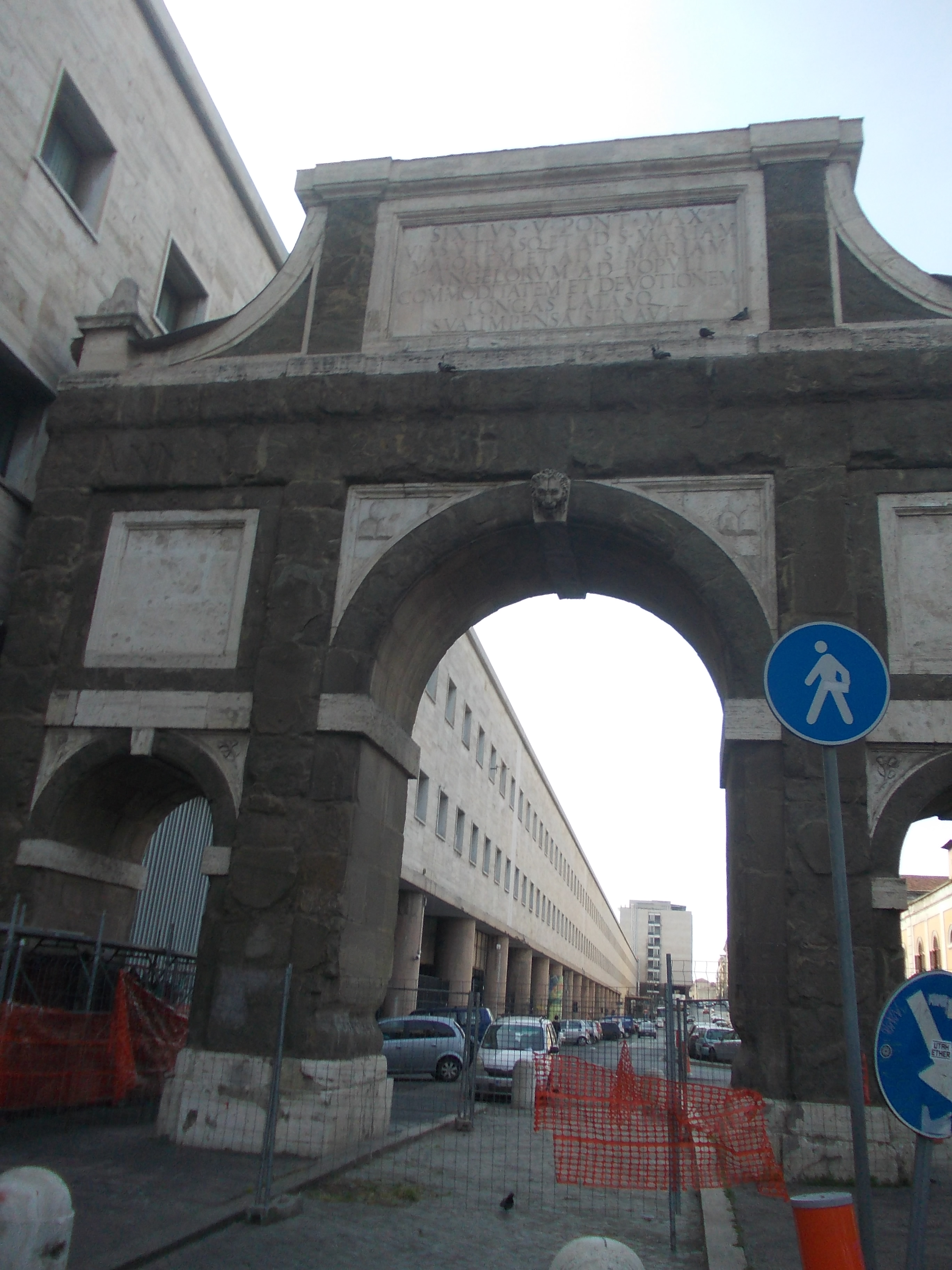
La façade donnant sur la via di Porta S. Lorenzo
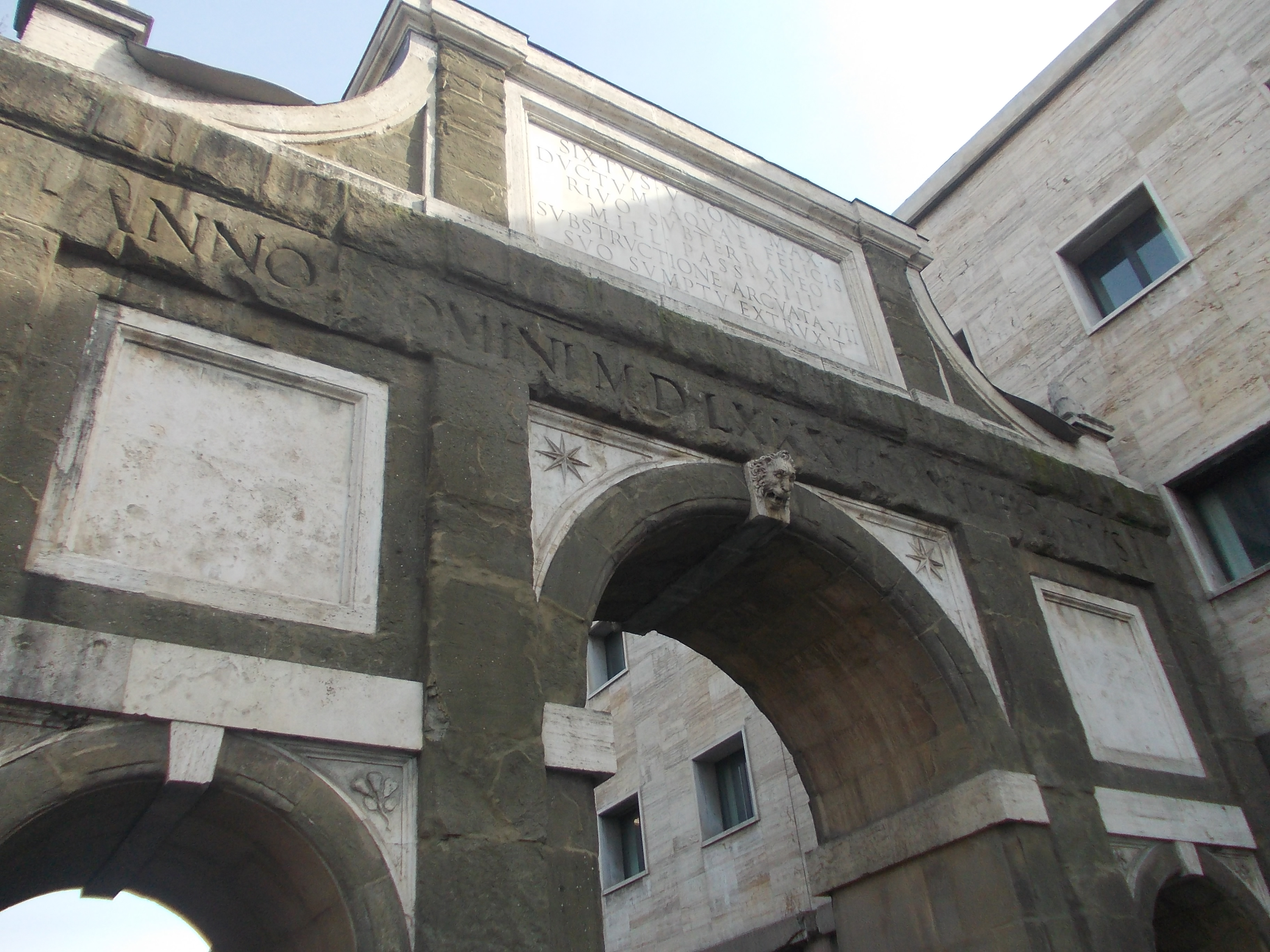
La partie supérieure tournée vers piazzale Sisto V
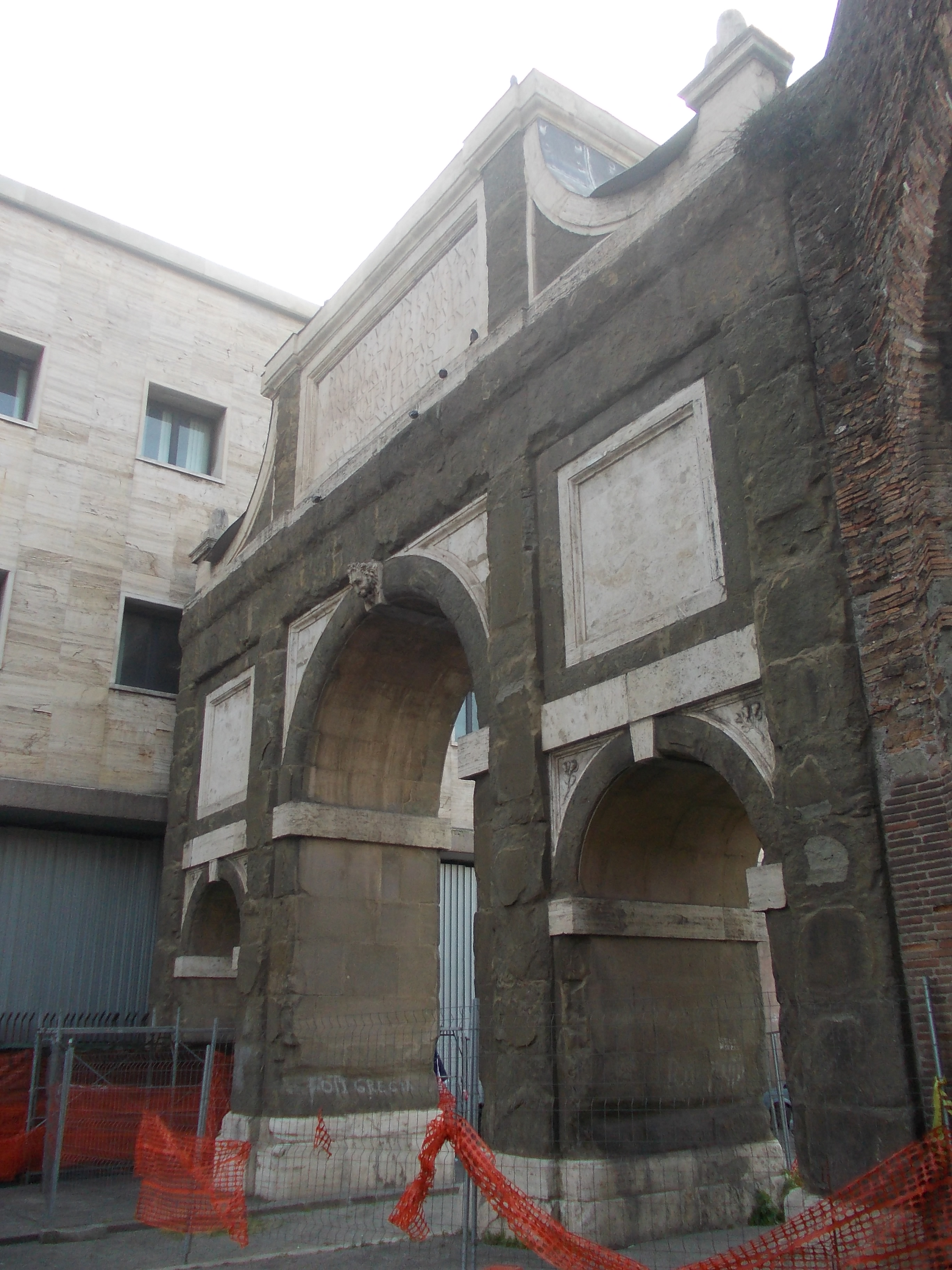
Vue de l'arc, en face de la via di Porta S. Lorenzo